# Exército Popular para a Restauração da República e da Democracia
Exército Popular para a Restauração da República e da Democracia (em francês:  Armée populaire pour la restauration de la république et la démocratie, APRD) é um grupo rebelde que opera no noroeste da República Centro-Africana. O grupo foi formado em 2006, após o golpe de Estado de 2003 que derrubou o Presidente Ange-Félix Patassé. Inicialmente, sustentando que pretendia  depor o governo de François Bozizé, esteve envolvido na Guerra Civil na República Centro-Africana (2004–2007), mas se comprometeria-se com um processo de paz em 2007. Como parte do governo de unidade nacional, o grupo então participa de uma coligação governamental com Bozizé, bem como outros grupos de oposição civis e militares.